# Folke Elfving
Folke Rolf August Elfving, född den 7 augusti 1903 i Göteborg, död där den 11 maj 1995, var en svensk ämbetsman. Han var far till Rolf Elfving.
Elfving avlade studentexamen vid Göteborgs högre realläroverk 1921 och juris kandidatexamen vid Uppsala universitet 1926. Han genomförde tingstjänstgöring vid Askims, Hisings och Sävedals domsaga 1926–1929. Elfving anställdes 1929 på landskontoret i Göteborgs och Bohus län, där han var taxeringsintendent 1944–1959 och landskamrerare 1959–1971. Han var sekreterare i styrelsen för Göteborgs museum 1936–1970, ordförande i Föreningen Sveriges taxeringsintendenter 1949–1959, ledamot av riksskattenämnden 1951–1959, ordförande i Föreningen Sveriges landskamrerare 1967–1970, ordförande i sjömansskattenämnden 1962–1973, ordförande i Herman Zetterbergs stiftelse 1965–1985 och utredningsman rörande traktamentsbeskattning 1968–1974. Elfving publicerade Om skattetrycket i norra Bohusläns landskommuner (1937), Om avskrivning vid inkomsttaxeringen (1939), Kring Johan Björnsson Printz (I–II, 1986–1988), Sagan om Nörve (1993) och Kring Göteborgs museum (1996, postumt). Han skrev även uppsatser i Svensk skattetidning, Förvaltningsrättslig tidskrift och Nordisk administrativ tidskrift med flera tidskrifter. Elfving blev riddare av Vasaorden 1948 och av Nordstjärneorden 1954 samt kommendör av sistnämnda orden 1963 och kommendör av första klassen 1970. Han vilar i en familjegrav på Fässbergs kyrkogård i Mölndal.